# Helen Merrill
Jelena Ana Milčetić (Nueva York, 21 de julio de 1930), conocida como Helen Merrill, es una cantante estadounidense de jazz. Caracterizada por una voz cálida y expresiva, pertenece al ámbito estilístico del cool.
Estuvo casada con el clarinetista Aaron Sachs.

## Biografía
Empezó a cantar en público en 1944 y su primer trabajo profesional lo realizó con la Reggie Childs Orchestra en el bienio 1946-1947. Colaboró con músicos como Charlie Parker, Clifford Brown, Miles Davis y Bud Powell, en 1952 lo hizo con Earl Hines y desde 1954 empezó a grabar para EmArcy. 